# Kenilworth Road
Kenilworth Road es un estadio de fútbol situado en Luton, Bedfordshire, Inglaterra. Ha sido la sede del Luton Town Football Club desde 1905. El estadio también ha albergado partidos internacionales femeninos y juveniles, incluido el partido de vuelta de la final de la Competición Europea de Fútbol Femenino de 1984. 
El estadio de 10.356 plazas está situado en el distrito de Bury Park, una milla (1,6 km) al oeste del centro de Luton. Lleva el nombre de la carretera que corre a lo largo de uno de sus extremos, aunque su dirección oficial es 1 Maple Road. Kenilworth Road fue sede de fútbol en la Southern Football League hasta 1920, luego en la English Football League hasta 2009, cuando Luton fue relegado a la Conference Premier. Ha sido sede de partidos de la EFL una vez más desde 2014 hasta el ascenso del equipo a la Premier League en la temporada 2022-23. 
Se instalaron reflectores en 1953, y el campo quedó totalmente asentado en 1991. El récord de asistencia de 30.069 se estableció en 1959, en una repetición de la sexta ronda de la FA Cup contra el Blackpool. El campo es conocido por la superficie de juego artificial que estuvo en su lugar desde 1985 hasta 1991, la entrada inusual a Oak Road End y la prohibición de cinco temporadas a los aficionados visitantes que impuso Luton Town tras un motín de aficionados visitantes en 1985.

## Historia
Luton Town se mudó a Kenilworth Road en 1905, dejando su hogar anterior en Dunstable Road después de que su arrendador vendiera el sitio para vivienda con poca antelación. Los directores del club rápidamente adquirieron un nuevo sitio, y el primer partido del club en el nuevo campo se produjo el 4 de septiembre de 1905, un empate 0-0 contra el Plymouth Argyle. El jugador del Watford, C. Barnes, anotó el primer gol en el estadio, en un partido de reserva. Originalmente conocido como Ivy Road, el nuevo campo trajo consigo el éxito: en su última temporada en Dunstable Road, Luton había terminado segundo desde abajo, pero en la primera en Kenilworth Road, Luton terminó cuarto en la Southern League.

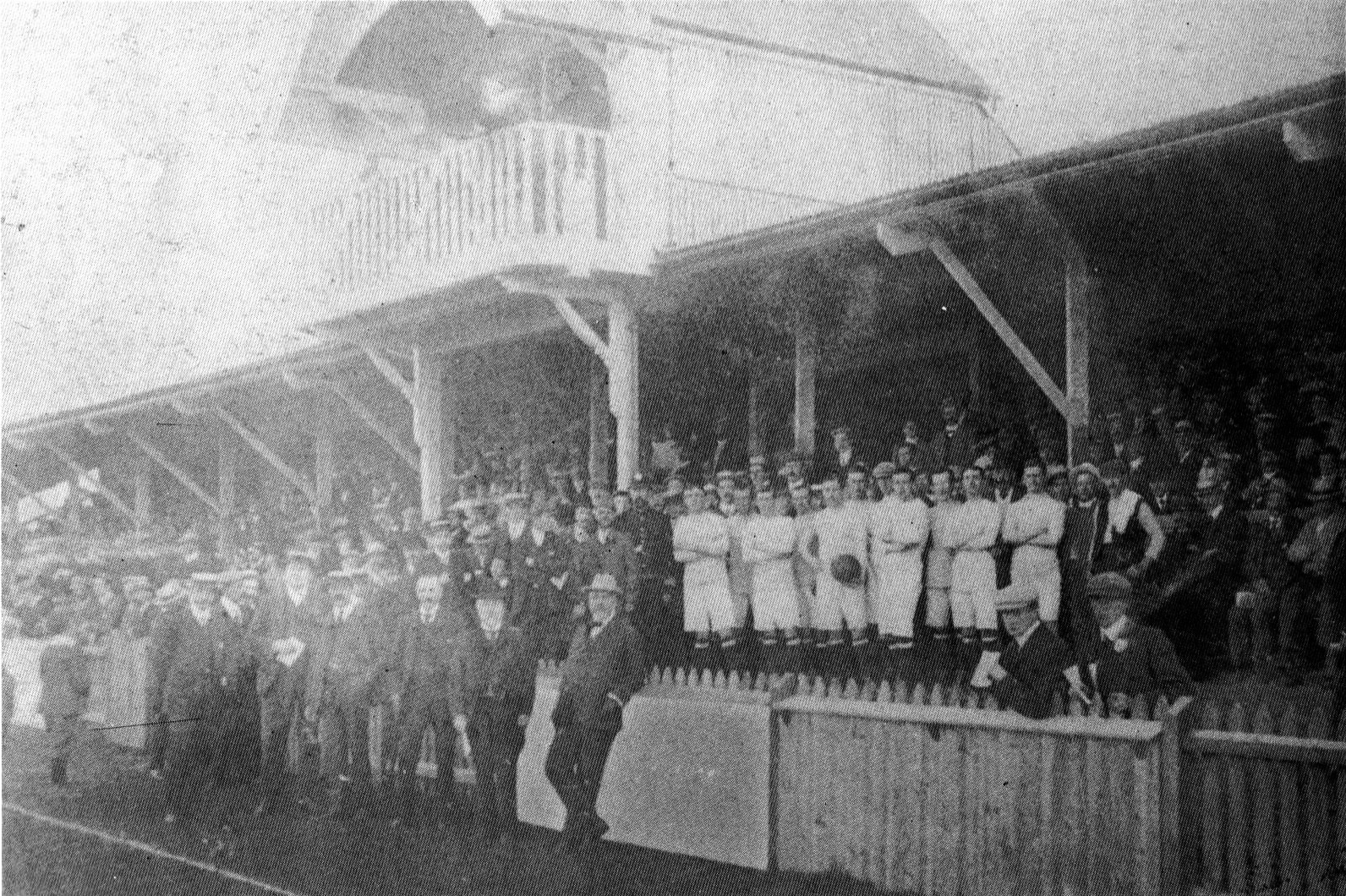
Kenilworth Road fue abierto en 1905

El terreno ha sufrido varios cambios importantes desde su construcción original en 1905. La tribuna principal original, que cuenta con un desván de prensa y un balcón sobre el techo, se incendió en 1921 y fue reemplazada por la tribuna actual antes de la campaña 1922-23. La nueva tribuna principal se dividió en dos: el nivel superior contenía asientos de madera, por lo que estaba prohibido fumar en la tribuna; el nivel inferior, que se conoció como el Enclosure, era una terraza.
Cuando se contó la asistencia por primera vez, en la temporada 1932-33, la asistencia promedio en el hogar de Luton Town se tomó en 5.868 espectadores. La capacidad de Kenilworth Road en ese momento era de 25.000, por lo que no se consideró necesario mejorar el terreno. Sin embargo, solo tres años después, el 25 de abril de 1936, un partido contra el Coventry City atrajo a 23.142 espectadores, en ese momento un récord del club. Se tomó la decisión de renovar el estadio, ya en mal estado, y las obras comenzaron a finales de la temporada siguiente. Se amplió la terraza de Kenilworth End, se techó Oak Road End y se realizaron importantes obras en la tribuna principal. Tras estos pasos, el terreno quedó más en línea con el de los clubes rivales, situándose el aforo en 30.000.

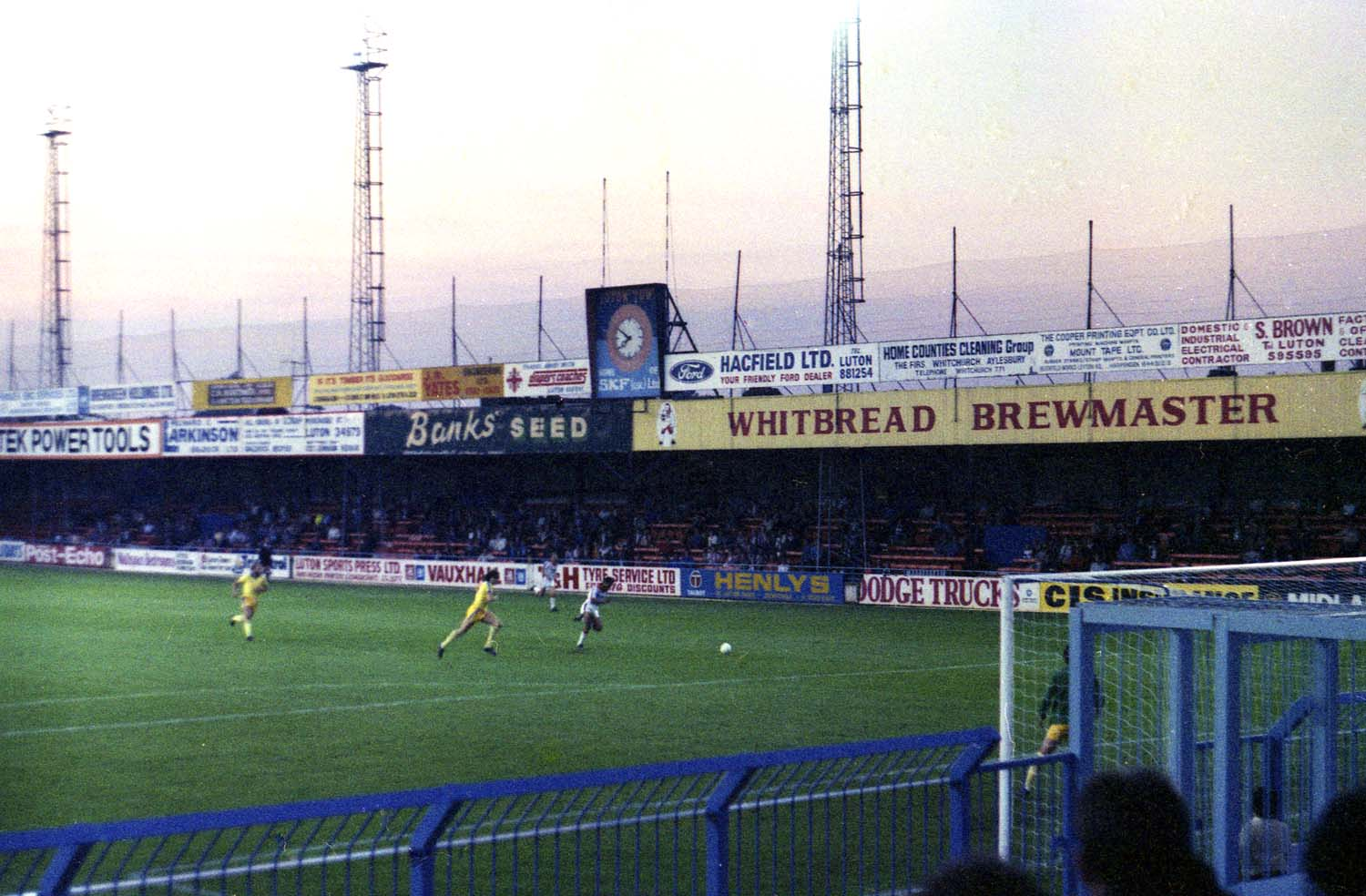
The Bobbers Stand en 1980; seis años más tarde esto fue reemplazado por palcos ejecutivos.

Los primeros diez años posteriores a la renovación de Kenilworth Road vieron una asistencia promedio de entre 15.000 y 18.000; una gran mejora con respecto a lo que el club había podido atraer anteriormente. Los reflectores se instalaron en el suelo antes de la temporada 1953-54 y se usaron por primera vez en un amistoso contra el Fenerbahçe el 7 de octubre de 1953. La terraza de Oak Road se amplió en 1955 y el ascenso a Primera División para la temporada 1955-56 vio el aumento de asistencia promedio tan alto como 21.454.
La renovación de Kenilworth Road se descuidó durante las siguientes dos décadas: las dificultades financieras y las ambiciones del club de construir un nuevo campo significaron que la regeneración no era asequible y también resultaría innecesaria en caso de que ocurriera una reubicación. Sin embargo, tras el rechazo de varios sitios potenciales para un nuevo terreno, el club finalmente volvió a centrar su atención en el mantenimiento de Kenilworth Road. La primera modernización real del terreno se produjo en 1973, con la primera adición de asientos en el estadio desde la construcción de la nueva tribuna principal en 1922. La tribuna de los Bobbers pasó a tener solo asientos, mientras que el resto del terreno permaneció en terrazas. La nueva tribuna podía albergar solo 1.539 asientos y, como resultado, la capacidad del suelo se redujo a 22.601.
En 1985 se puso en marcha una remodelación de £1 millón con la introducción de una superficie de juego de césped artificial, así como la conversión del terreno para que fuera solo para asientos, que comenzó un año después, en 1986. La terraza de Oak Road End se llenó de asientos, mientras que al Bobbers Stand le arrancaron los asientos para reemplazarlos por palcos ejecutivos. El recinto escalonado de la tribuna principal recibió asientos, y también se comenzó a trabajar en la conversión de la tribuna Kenilworth, a la que se le agregó un techo en este momento y también recibiría asientos en etapas en los próximos años.
El stand de David Preece se erigió en 1991, simplemente llamado New Stand en construcción. Las mejoras más recientes en el terreno se produjeron en 2005, cuando finalmente se completó la conversión del Kenilworth Stand para llevar la capacidad actual a 10,356.